# Çarşamba (Istanbul)
Çarşamba è un piccolo quartiere (in turco Semt) facente parte della mahalle di Balat, a Istanbul, in Turchia. Esso si trova a Fatih, il distretto centrale della città che ospita le autorità provinciali, all'interno delle mura dell'antica città bizantina di Costantinopoli. Çarşamba è ricca di monumenti bizantini, come le moschee di Fethiye e di Hirami Ahmet Pascià. Secondo il viaggiatore ottomano del XVII secolo Evliya Çelebi, il suo nome deriva dalla città di Çarşamba nella regione del Mar Nero poiché, dopo la caduta di Costantinopoli, questa parte di Istanbul venne ripopolata con persone provenienti da quella città. In turco Çarşamba significa "mercoledì" e in questo giorno viene organizzato settimanalmente un famoso mercato di strada, il Çarşamba Pazarı ("Mercato di Çarşamba", ma anche "Mercato del Mercoledì").
Çarşamba è una delle zone più conservatrici e religiose di Istanbul, sede di un ambiente tranquillo. Al quartiere è associato un vestiario conservatore; molte donne indossano il çarşaf, mentre gli uomini usano indossare turbanti. Molti abitanti di Çarşamba sono affiliati alla congregazione İsmailağa, appartenente alla confraternita naqshbandi.